# Макдоно, Айлин
Айли́н Макдо́но (англ. Eileen McDonough; 20 мая 1962, Филадельфия, Пенсильвания, США — 13 марта 2012, Ван-Найс, Калифорния, США) — американская актриса, снимавшаяся в кино в детском возрасте в 1970-х годах.

## Фильмография
| Год       |    | Русское название                  | Оригинальное название               | Роль              |
| --------- | -- | --------------------------------- | ----------------------------------- | ----------------- |
| 1974      | ф  | Как соблазнить женщину            | How to Seduce a Woman               | маленькая девочка |
| 1975      | с  | Путь Эппл                         | Apple's Way                         | Дори Брайан       |
| 1975      | с  | Шоу Мэри Тайлер Мур               | Mary Tyler Moore                    | Эллен Слотер      |
| 1975      | с  | Дымок из ствола                   | Gunsmoke                            | Бесси             |
| 1975      | тф | Возвращение домой                 | Returning Home                      | Луэлла            |
| 1975      | тф | Эрик                              | Eric                                | Линда Суэнсон     |
| 1976      | тф | Малыш-молодчина и карнавал капера | The Whiz Kid and the Carnival Caper | Стефи             |
| 1976      | с  | Диснейленд                        | Disneyland                          | Стефи             |
| 1976—1977 | с  | Уолтонс                           | The Waltons                         | Пэтси Бриммер     |